# Шахматисты России
«Шахматисты России» — шахматный бюллетень, выпускавшийся Всероссийским шахматным клубом (1965—1969); всего вышло 30 номеров (в 1965 — 3, в 1966 — 5, в 1967 — 8, в 1968 — 6, в 1969 — 8). Издавался редакционной коллегией, в 1969 — редактор Я. Рохлин. Освещал вопросы организации шахматного движения в РСФСР, спортивные и творческие итоги всероссийских соревнований, выступления ведущих шахматистов России на всесоюзных и международных аренах, шахматная жизнь на местах, публиковал материалы по шахматной истории, теории, игре по переписке, композиции и так далее. 
В январе 1989 года издание возобновилось как ежемесячный бюллетень Госкомспорта РСФСР и Всероссийской шахматной федерации. Главный редактор — Л. Полугаевский. 